# O Que Virá?
O que Virá? é o terceiro álbum de estúdio da banda brasileira de rock progressivo  Comunidade S8, lançado em 1981 de forma independente, com produção e arranjos do próprio grupo.
Considerado o melhor disco do grupo, o trabalho traz uma temática apocalíptica na maioria das músicas. Em 2005, foi remasterizado e lançado em CD.
Em 2015, foi considerado, por vários historiadores, músicos e jornalistas, como o 31º maior álbum da música cristã brasileira, em uma publicação dirigida pelo Super Gospel. Em 2019, foi eleito o 23º melhor álbum da década de 1980 em lista publicada pelo mesmo veículo.

## Faixas
| Lado A |                         |         |  |
| N.º    | Título                  | Duração |  |
| 1.     | "O que Virá?"           | 4:45    |  |
| 2.     | "Você Precisa Renascer" | 5:59    |  |
| 3.     | "Bom É Ter Esperança"   | 2:23    |  |
| 4.     | "Desejos de Paz"        | 4:18    |  |
| 5.     | "Fonte da Salvação"     | 2:16    |  |

| Lado B |                                     |         |  |
| N.º    | Título                              | Duração |  |
| 1.     | "Águas que Saram"                   | 2:50    |  |
| 2.     | "Cristo É Como o Sol de Manhãzinha" | 5:41    |  |
| 3.     | "Cantai Alegremente"                | 2:51    |  |
| 4.     | "No Dia em que eu Temer"            | 3:17    |  |
| 5.     | "O Gênesis"                         | 5:01    |  |

## Ficha técnica
- Voz - Carlos Breder, Paulo Renato Garcia, Paulo Marques, Roberto Miguelote (Mig), Annelise Haase Macedo, Elizabeth Breder, Lizete Damasceno, Lúcia Grael Jorge (Lu), Lucila Proença Garcia e Magda Maldonado
- Solistas - Annelise, Ernani, Lúcia, Magda e Ricardo Figueiredo (Rof)
- Contra-canto - Lucia Grael Jorge (Lu) e Magda Maldonado
- Violões e Guitarra - Ernani Maldonado
- Órgão Hammond/Arp String/Piano/Harp 2600 - Fred Vasconcelos
- Flauta Doce Soprano - Lucia Grael Jorge
- Flauta Doce Contralto - Annelise Haase Macedo
- Flauta Baixo - Fabio Damasceno
- Flauta Transversal - Paulo Roberto Lima
- Baixo - Ricardo Figueiredo (Rof)
- Bateria - Namir Borges
- Gaita de Boca - Mauricio Cezar da Silva
- Percussão - Wagner Macedo, Haroldo de Souza e Mauricio Cezar da Silva